# Brooklyn Thrill Killers
Die Brooklyn Thrill Killers war eine Gang jugendlicher, jüdischer Neonazis. Die Gruppe bestand aus Robert Trachtenberg, Jack Koslow, Melvin Mittman und Jerome Lieberman. Sie war für zwei Morde und mehrere gewalttätige Übergriffe im Sommer 1954 im New Yorker Stadtbezirk Brooklyn verantwortlich.

## Taten und Prozess
Das erste Todesopfer der Brooklyn Thrill Killers wurde Reinhold Ulrickson, dem brutal der Schädel eingeschlagen wurde. Diese Tat wurde später durch die Angeklagten eingestanden. Das zweite Todesopfer war der 34 Jahre alte, schwarze Arbeiter Willard Menter. Menter schlief am 16. August 1954 auf einer Parkbank seinen Rausch aus. Er wachte auf, als Zigaretten an seinen Füßen ausgedrückt wurden. Als er wegrennen wollte, wurde er festgehalten und durch Schläge schwer misshandelt. Anschließend wurde Menter in den East River geworfen, in dem er schließlich ertrank. Ein Passant hatte dies teilweise beobachtet und die Polizei alarmiert. Diese verhaftete etwa eine Stunde später Trachtenberg, Koslow, Mittman und Lieberman.
Neben diesen beiden tödlichen Angriffen kam es zu zahlreichen weiteren Übergriffen. Die Thrill Killers gestanden später das Misshandeln von mehreren Mädchen mit Reitgerten und das Verbrennen der Füße eines weiteren Mannes.
Nach einem Artikel im Time Magazine, wurde im folgenden Prozess einer der Täter zum Kronzeugen, während ein weiterer von der Anklage entlassen wurde. Koslow und Mittman dagegen wurden von der Jury wegen der Ermordung von Willard Menter zu lebenslangen Freiheitsstrafen verurteilt. Die Tat wurde dabei als „felony murder“ klassifiziert, da der Tod eine Folge der Entführung war. Dies war der Grund, warum Koslow und Mittman dem Elektrischen Stuhl entgingen. Während Time keinen der Täter namentlich nannte, wurde Koslow von Associated Press identifiziert und dabei als „Gehirn“ der Gruppe bezeichnet.

## Rezeption
Der deutsch-amerikanische Psychiater und Autor Dr. Fredric Wertham bezeichnete die Thrill Killers als ein Beispiel für die potentiellen Gefahren, welche von Comics ausgehen.

## Film
1999 erschien der Kurzfilm Brooklyn Thrill Killers über die Aktivitäten der Gruppe, mit Chip Zien, Anne Meara und Dan Fogler als Schauspielern. Drehbuchschreiber und Produzenten waren Derek Davidson und Paul Franco.